# Castrofeito
Castrofeito (llamada oficialmente Santa María de Castrofeito) es una parroquia española del municipio de El Pino, en la provincia de La Coruña, Galicia.

## Entidades de población
Entidades de población que forman parte de la parroquia:
- A Iglesia (A Igrexa)
- Cimadevila
- Pazo (O Pazo)
- Santiso
- Villabuíl (Vilabuíl)
- Villarrel (Vilarrel)
- Amenal (O Amenal)
- Figueroa (Figueiroa)
- Samil
- Souto (O Souto)
- Tixoliño (O Tixoliño)
- A Baixa
- O Pousadoiro
- O Río Pequeno

## Demografía
| Gráfica de evolución demográfica de Castrofeito entre 2000 y 2023 |
|                                                                   |
| Datos según el nomenclátor publicado por el INE.                  |

## Parroquia
La parroquia eclesiástica correspondiente forma parte del arciprestrazgo de Bama de la archidiócesis de Santiago de Compostela.